# Los sertones
Los sertones es un libro de 1902 escrito por el autor brasileño Euclides da Cunha, el cual narra la historia de la Guerra de Canudos en el área del sertón del estado de  Bahía. Durante dicha guerra (1893-1897), el ejército republicano brasileño se enfrentó a un grupo de sertaneros comandados por un líder mesiánico llamado Antônio Conselheiro.
El libro, influenciado por teorías del final del siglo XIX como el Positivismo y el darwinismo social, discute la formación de la nueva República brasileña, su composición racial y su futuro de cara al progreso.

## Estructura
El libro se dividen en tres partes:
1. «La tierra»: Se realiza un análisis y descripción del relieve, suelo, fauna, flora y clima de la Región Nordeste de Brasil. Da Cunha enfatiza la principal calamidad del sertón: la sequía. También concluye que las grandes sequías del nordeste brasileño obedecen un ciclo de nueve a doce años desde el siglo XVIII.
2. «El hombre»: Da Cunha, siguiendo la doctrina del Determinismo, cree que el hombre es producto del medio (geografía), de la raza (genética) y del momento histórico (cultura). En esta parte el autor describe la psicología del sertanero y sus costumbres.
3. «La lucha»: Narra el conflicto entre el ejército republicano y los sertaneros, quienes, a pesar de ser considerados racialmente inferiores, logran ganar múltiples batallas y causar muchas bajas al enemigo, aunque al final pierden la guerra.

## Legado
En 1981, Mario Vargas Llosa publicó La guerra del fin del mundo, una novela inspirada en Los sertones, a quien el autor dedica la obra, y en cuyo texto incluye a Da Cunha como uno de sus personajes principales.